# Controllo automatico del guadagno
In elettronica e telecomunicazioni un circuito di controllo automatico del guadagno (AGC, automatic gain control) è un particolare circuito elettronico che serve a livellare l'ampiezza e quindi l'energia di un segnale trasmesso (audio, video o dati) via etere in ricezione di modo tale che, passando negli stadi o circuiti di ricezione successivi di un impianto audio/video, rimanga di energia costante evitando fenomeni di distorsione in ampiezza. 

## Descrizione

### Premessa

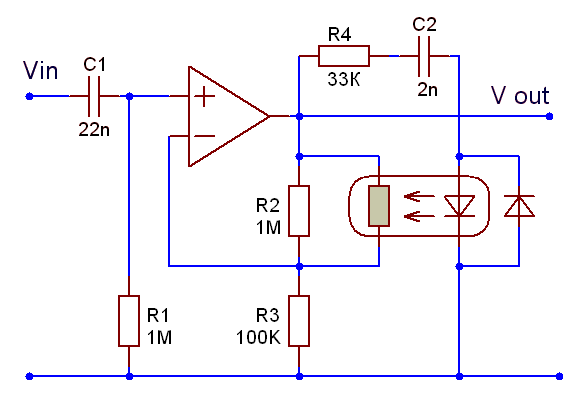
Schema circuitale di un AGC (Automatic gain control)

In una trasmissione radiomobile la continua variazione della propagazione a percorso multiplo (multipath) determina oscillazioni della potenza di un segnale: un segnale troppo forte o troppo lontano, se non passa da un circuito C.A.G., distorce il segnale (audio/video) o lo rende incomprensibile (audio che si abbassa e si alza di continuo). Il C.A.G. varia l'amplificazione del segnale ricevuto di modo che la potenza acustica resti il più possibile costante su un valore determinato, anche se esso ha variazioni di intensità. Oggigiorno sono integrati nei microchip dei TV, ma una ventina d'anni fa erano dei circuiti elettronici composti da transistor, condensatori, resistori e diodi.

### Struttura
Tipicamente si tratta a livello logico di un circuito di controllo in retroazione dove l'uscita ovvero il livello di potenza è riportato in ingresso ed una rete compensatrice che in base alla differenza tra segnale uscente e segnale entrante riporta il valore dell'energia del segnale a livelli predeterminati ovvero costante.